# 宜川县
宜川县是中国陕西省延安市所辖的一个县，位于陕西中部偏北，东面隔黄河邻接山西省。区域总面积为2945平方公里，常住人口約12万人。

## 行政区划
宜川县下辖1个街道办事处、4个镇、2个乡：

丹州街道、秋林镇、云岩镇、集义镇、壶口镇、英旺乡和交里乡。

## 人口
2020年末，宜川县常住人口为112090人，城镇化率47.44%。

## 交通
- 309国道过境。